# Ли Шубинь
Ли Шубинь (кит. упр. 李树斌; 10 января 1955, Шэньян, провинция Ляонин, КНР) — китайский футболист и футбольный тренер. Всю футбольную карьеру выступал за один клуб — «Ляонин». В 1995 году вернулся в свой бывший клуб на позицию главного тренера, однако дебют был неудачным и команда вылетела во второй дивизион. Несмотря на это, Ли Шубинь остался в структуре клуба на различных должностях, а с 2003 по 2007 года был помощником тренера сборной Китая. В 2008 году стал главным тренером клуба «Чанчунь Ятай». После этого некоторое время тренировал команды «Чунцин Лифань» и «Гуанчжоу Фули», затем вновь вернулся в «Чанчунь».

## Карьера

### Карьера игрока
Начинал карьеру игрока Ли Шубинь в клубе высшего футбольного дивизиона Китая «Ляонин». В 1978 году с командой стал чемпионом Китая. Всю карьеру выступал за «Ляонин», в 1984 году завершил карьеру. В 1980 году стал лучшим бомбардиром с 11 мячами.

### Карьера тренера
В 1995 году его бывший клуб «Ляонин» предложил Ли Шубиню пост главного тренера, однако первая попытка окончилась неудачно и по окончании сезона «Ляонин» вылетел из высшего дивизиона. После увольнения с поста главного тренера Ли остался в клубе на тренерской работе до 2002 года, при этом незначительное время занимал пост главного тренера в 2000 году. В 2003 году стал помощником Ари Хана и Чжу Гуанху в сборной Китая.
Ещё раз тренер вернулся в «Ляонин» в мае 2008 года, однако возвращение также не было удачным. В сентябре 2008 года Ли стал главным тренером клуба «Чанчунь Ятай», в которой оставался до конца сезона. Несмотря на хорошие результаты, Ли оставил команду по окончании сезона и передал пост Шэнь Сянфу.

## Достижения

### Клубные
«Ляонин» :
- Чемпион Китая : 1978

### Индивидуальные
- Лучший бомбардир Чемпионата Китая : 1980